# 水星探査
水星探査（すいせいたんさ、英: exploration of Mercury）は、これまで宇宙科学であまり主要な役割を果たしてこなかった。水星は、数少ない探査しか行われていない内惑星である。2011年時点で、マリナー10号とメッセンジャーが水星の接近観測の事例である。メッセンジャーは2008年1月14日に水星をフライバイし、1975年のマリナー10号以来の観測を行った。水星への3度目のミッションであるベピ・コロンボは、2つのプローブを含む。ベピ・コロンボは、日本の宇宙航空研究開発機構と欧州宇宙機関の共同ミッションである。メッセンジャーとベピ・コロンボは、マリナー10号のフライバイで発見された水星の多くの謎を解決するためのデータを得ることを目的としている。
水星は地球からの距離の近さとは裏腹に、探査の難易度は他の惑星に比べて非常に高い。これは、水星に近づくためには太陽にも接近することになり、太陽の重力によって探査機が加速してしまうこと、水星の重力が小さいため単に接近するだけでは周回軌道に乗ることができず通り過ぎてしまうことが原因である。水星に到達するための「減速」に必要なエネルギーはかなり大きく、さらに太陽に近いことから水星周回軌道は不安定で、軌道維持に要するエネルギーも大きい。もちろん太陽から受けるエネルギーも地球近傍に比べて格段に大きいため、荷電粒子や放射線、熱への対策も万全に施す必要もある。メッセンジャーは、こうした困難を乗り越えて水星を周回した初のプローブとなった。

## 水星への興味
水星は、多くの宇宙計画の主要な対象とはならなかった。水星は太陽に近く、自転が非常に遅いため、表面温度は427℃から-173℃まで変化する。水星をテラフォーミングし、極の周りに居住する可能性について議論されたが、その可能性は遠い将来のことであり、火星や金星のテラフォーミングよりも実現性がかなり低い。現在の水星への興味は、マリナー10号の予期せぬ観測に由来するものである。マリナー10号以前は、水星は、太陽の周りの軌道離心率の大きい軌道を単純に周回しているものと考えられていた。水星は、地上の望遠鏡からも観測されており、多くの推測が立てられていた。マリナー10号は、それらの多くの推測と矛盾するデータを提供した。
水星を対象としたミッションが少ないもう一つの理由は、太陽からの重力が大きいため、探査機が水星の周りの軌道を取ることが非常に難しいことである。さらに、探査機は惑星に近づく際に太陽の重力によって加速してしまうことから、減速するために多量の燃料を必要とする。これは、太陽の重力から遠ざかる外惑星とは逆の現象である。また、水星の大気がほぼないため、水星に着陸しようとする探査機は、空力ブレーキやパラシュートを利用することができず、着陸ミッションのためにはさらに燃料が必要となる。

## マリナー10号
マリナー10号の主要な目的は、水星及び金星の大気、地表、物理的性質の観測である。9800万ドル以下の低費用のミッションであった。マリナー10号は1973年11月2日21時45分(PST)にケネディ宇宙センターから打ち上げられた。水星は太陽に近く軌道への投入が難しかったため、マリナー10号は太陽を周回した。目的地に達するため、探査機は金星の重力で減速し、1974年3月29日に水星を通り過ぎて太陽に向かった。これが、近い距離からの水星の初の観測となった。水星への接近後、マリナー10号は、水星が2周する間に1周する太陽軌道に入り、再び水星と出会えるようになった。これにより、ミッションが終了する前に探査機は、1974年9月21日と1975年3月16日の2度、水星とすれ違った。しかし、どのフライバイの時も水星の同じ側が照らされており、マリナー10号は水星の表面の45%しか撮影できなかった。ミッションは、燃料が尽きたことによって1975年3月24日に終了した。燃料のない探査機は制御できなかったため、送信機を停止する指令が送られた。
接近観測により、2つの重要なデータが得られた。探査機は、地球の磁場と非常によく似た水星の磁場を検出した。水星の自転は非常に遅かったため、これは驚くべきことであった。2つ目として、画像から、表面には多数のクレーターが見つかり、また大きな地殻運動の経験がないことが示された。かつて、磁場は地殻の融解によって生じると信じられていたが、この観測によってその考えは否定された。画像データからは、惑星の組成や年齢についても研究の機会を与えた。

## メッセンジャー
メッセンジャーは、水星を周回するアメリカ航空宇宙局の探査機である。メッセンジャーという名前は英語で「Mercury surface, space environment, geochemistry, and ranging」を意味する。悪天候のため2日遅れ、2004年8月3日にケープカナベラル空軍基地から打ち上げられた。探査機は、約6年半かけて水星の軌道に入った。速度を調節するため、探査機は、2005年2月に地球、2006年10月に金星、2007年10月水星でフライバイを行った。さらに、探査機は2008年1月、同年10月、2009年9月の3度、水星とすれ違い、2011年に軌道に入った。このような水星のフライバイの間、水星の表面の95%以上の画像を作成するのに十分なデータが得られた。メッセンジャーの水星軌道への投入は、計画通り2011年3月18日に行われた。ミッションは2012年に燃料が枯渇すると終了する予定であったが、数回の計画延長を経て、2015年5月1日に水星表面に落下してミッションを終了した。
メッセンジャーにより集められた情報は、水星に関する6つの疑問に答えるために用いられる。
1. なぜ水星はこれほど密度が大きいのか？
2. 水星の地質の歴史はどうか？
3. 水星の核の構造はどうか？
4. 水星の磁場の性質はどうか？
5. 水星の極の通常と異なる物質は何か？
6. 水星で重要な揮発物は何か？

## ベピ・コロンボ
このミッションは、水星表面探査機(MPO)と水星磁気圏探査機(MMO)の2機の探査機から構成される。欧州宇宙連合が提供するMPOは水星の画像の撮影、宇宙航空研究開発機構が提供するMMOは磁場の観測と、それぞれの探査機は異なった目的を持っている。ベピ・コロンボには、以下の12の目的がある。
1. 原始太陽系星雲の組成や惑星系の形成について、水星から何が学べるか？
2. 水星の密度は、なぜ他の全ての地球型惑星や月よりもかなり高いのか？
3. 水星の核は液体か固体か？
4. 水星の地質は今日でも活動しているのか？
5. なぜこれほど小さな惑星が、金星、火星、月が持たないような強い磁場を持っているのか？
6. なぜ分光学的観測により、主な構成元素であるはずの鉄の存在が検出できないのか？
7. 極地方の永久影のクレーターには、硫黄や水の氷があるのか？
8. 未だ観測されていない半球は、マリナー10号が観測した部分と大きく異なるのか否か？
9. 外気圏の形成の機構は何か？
10. 電離圏がない状況で、太陽風は磁場とどう相互作用しているのか？
11. 地球で見られるようなオーロラ、ヴァン・アレン帯、磁気嵐等は存在するか？
12. 水星の近日点は、時空の湾曲から説明できることから、水星を用いて一般相対性理論の精度を更に高めることができるか？

マリナー10号やメッセンジャーと同様に、ベピ・コロンボも金星と地球のフライバイを利用する予定である。
2017年7月に、打ち上げは2018年10月、水星到着は2025年12月の予定であることが発表された。ノミナルミッション期間は水星到着後1年間であるが、さらに1年間のエクステンドミッションを行うことが期待されている。
2018年10月20日、打ち上げに成功した。